# Listă de politicieni portughezi implicați în scandaluri publice
Aceasta este o listă de politicieni portughezi implicați în scandaluri publice:

## Prim miniștri
- José Sócrates, arestat pe 21 noiembrie 2014 în cadrul unei anchete pentru fraudă fiscală, spălare de bani și corupție.[1][2]